# Henrietta Rodman
Henrietta Rodman (née le 29 août 1877 et morte le 21 mars 1923) est une féministe américaine.

## Biographie
Henrietta Rodman naît en 1877. Elle enseigne vingt-cinq ans dans un collège de New-York. Elle participe à la création d'un syndicat d'enseignants. Elle fonde l'Alliance féministe. Lorsqu'elle se marie en février 1913 elle est suspendue de son poste d'enseignante, conformément au règlement de l'enseignement valable à New-York à cette époque. Avant cette suspension prévisible, avec son époux elle avait annoncé ce mariage à la presse. La décision des responsables éducatifs est donc considérée comme injuste. Henrietta Rodman participe au groupe Heterodoxy et au Liberal Club. En décembre 1922, on détecte une tumeur au cerveau dont elle meurt en mars 1923.